# Le Mesnil-sur-Oger
Le Mesnil-sur-Oger è un comune francese di 1 236 abitanti situato nel dipartimento della Marna nella regione del Grand Est.

## Società

### Evoluzione demografica
Abitanti censiti